# Noyau de Bergman
Pour les articles homonymes, voir noyau.
Dans l'étude mathématique des fonctions de plusieurs variables complexes, le noyau de Bergman, appelé ainsi d'après Stefan Bergman, est un noyau reproduisant pour l'espace de Hilbert des fonctions holomorphes de carré sommable sur un domaine D dans  Cn.
De manière précise, soit L2(D) l'espace de Hilbert des fonctions de carré sommable sur D, et soit L2,h(D) le sous-espace formé par les fonctions holomorphes dans D: c'est-à-dire,
{\displaystyle L^{2,h}(D)=L^{2}(D)\cap H(D)}
où H(D) est l'espace des fonctions holomorphes dans D. Alors L2,h(D) est un espace de Hilbert: c'est un sous-espace linéaire fermé de L2(D), et par conséquent complet. Cela résulte de l'estimation fondamentale, selon laquelle pour une fonction holomorphe de carré-sommable ƒ dans D
{\displaystyle (1)\quad \sup _{z\in K}|f(z)|\leq C_{K}\|f\|_{L^{2}(D)}}
pour tout sous-ensemble compact K de D. Alors la convergence d'une suite de fonctions holomorphes dans L2(D) implique la convergence uniforme sur tout compact, et donc que la fonction limite est aussi holomorphe.
Une autre conséquence de l'équation {\displaystyle (1)} est que, pour chaque z ∈ D, l'évaluation
{\displaystyle \operatorname {ev} _{z}:f\mapsto f(z)}
est une forme linéaire continue sur L2,h(D). Par le théorème de représentation de Riesz, cette fonctionnelle peut être représentée comme un produit scalaire hermitien avec un élément de  L2,h(D), ce qui peut s'écrire :
{\displaystyle \operatorname {ev} _{z}f=\int _{D}f(\zeta ){\overline {\eta _{z}(\zeta )}}\,d\mu (\zeta ).}
Le noyau de Bergman K est défini par
{\displaystyle K(z,\zeta )={\overline {\eta _{z}(\zeta )}}.}
Le noyau K(z,ζ) est holomorphe en z et antiholomorphe en ζ, et satisfait
{\displaystyle f(z)=\int _{D}K(z,\zeta )f(\zeta )\,d\mu (\zeta ).}